# Tmesisternus virens
Tmesisternus virens là một loài bọ cánh cứng trong họ Cerambycidae.